# Hjalmar Peter Johansen
Hjalmar Peter Martin Johansen (1. november 1892 i København – 9. december 1979 smst) var en dansk gymnast som deltog i OL 1912 i Stockholm.
Johansen vandt en bronzemedalje i gymnastik under OL 1912 i Stockholm. Han var med på det danske hold som kom på en tredjeplads i holdkonkurrencen for hold i frit system. Norge vandt konkurrencen.
Efter karrieren som sportsudøver arbejdede Johansen som skriver assistent i København. Han blev gift med Tekla Mary Elisabeth.